# Manden med de ni Fingre
Manden med de ni Fingre (John Smith) er hovedpersonen (og skurken) i Manden med de ni Fingre-filmene, alle instrueret af A.W. Sandberg:
- Manden med de ni Fingre I (1915, manuskript Hans Holten)
- Manden med de ni Fingre II (1915, manuskript A.W. Sandberg)
- Manden med de ni Fingre III (1916, manuskript A.W. Sandberg)
- Manden med de ni Fingre IV (1916, manuskript A.W. Sandberg)
- Manden med de ni Fingre V (1917, manuskript A.W. Sandberg)

I alle filmene spilles John Smith, "Manden med de ni Fingre", af Aage Hertel, mens det øvrige persongalleri varierer fra film til film. Hovedmodstanderen er som regel Sylvester Jackson, der i de to første film er chef for politiet og spilles af Alf Blütecher, mens han i de sidste tre film blot er detektiv og spilles af Henry Seemann (i den fjerde film kaldes rollen dog blot "detektiv").